# Kireși, Hust
Kireși (în ucraineană Кіреші) este un sat în orașul regional Hust din regiunea Transcarpatia, Ucraina.

## Demografie
Componența lingvistică a localității Kireși
     Ucraineană (98,58%)
     Rusă (1,42%)
Conform recensământului din 2001, majoritatea populației localității Kireși era vorbitoare de ucraineană (98,58%), existând în minoritate și vorbitori de rusă (1,42%).